# 코로나그래프

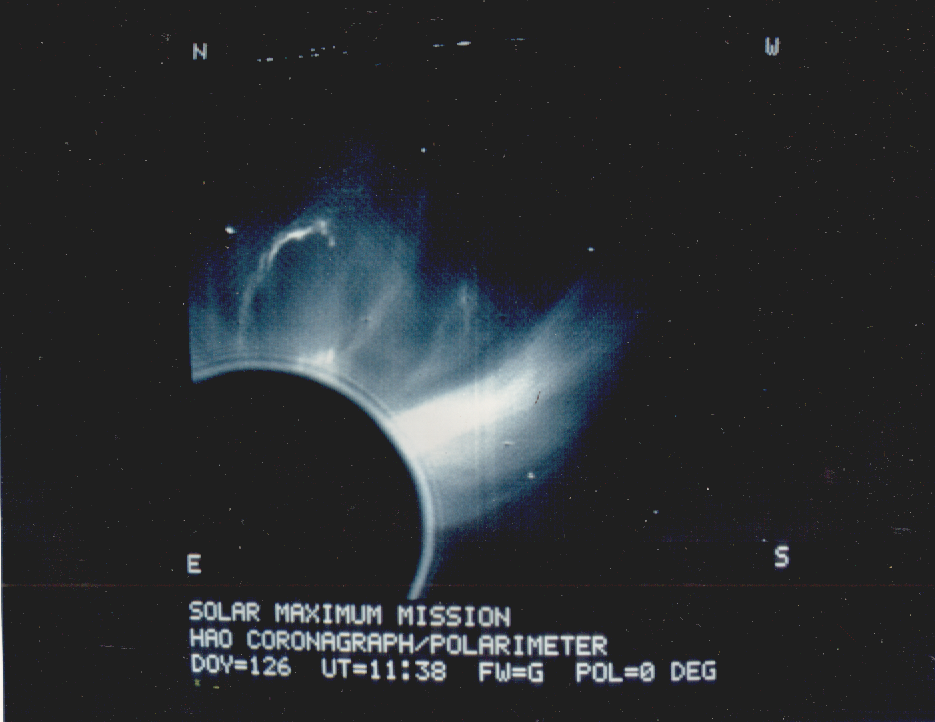
코로나그래프로 본 태양과 태양의 주변

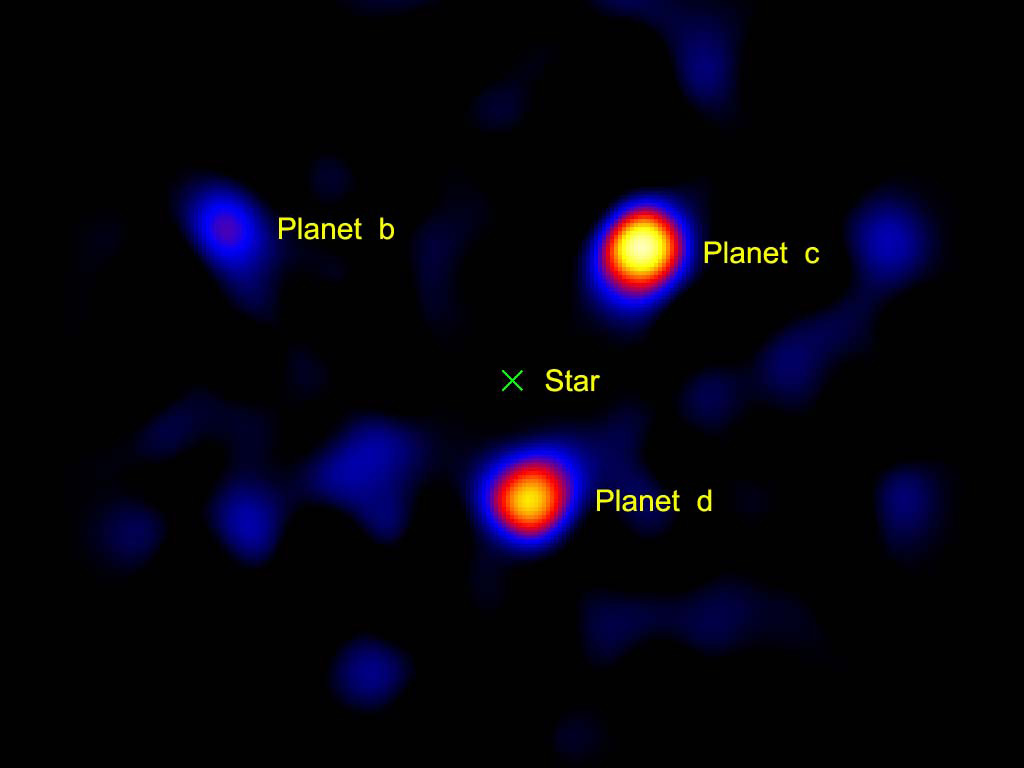
코로나그래프의 외계 행성 관측

코로나그래프는 빛이 강한 천체의 강한 빛을 막아 빛이 강한 천체 주변의 흐린 물체를 볼 수 있게 하는 특수한 망원경이다. 원래는 태양의 코로나를 개기 일식이 아닌 평소에도 관측하기 위해 개발했다. 여기에는 오컬팅 마스크가 이용되며, 이것으로 외계 행성을 발견하고 별주위 원반을 발견한 사례도 있다.

## 역사
1931년, Bernard Lyot가 밝은 곳 주변에서 어두운 것을 보기 위해 생각하여 개발한 망원경이다. 이후 많은 태양관측에 많이 사용되었으며, 최근에는 외계 행성을 발견할 수 있게 되며 외계 행성 발견법으로도 개량되어 외계 행성 발견에도 사용하고 있다. 이 방법은 광학 망원경이 외계 행성을 직접 관측으로 발견하게 되는 사례가 되었다.

## 같이 보기
- 뉴 월드 미션